# Sprutfisk (djur)
Sprutfisk (Toxotes jaculatrix) är en fiskart som först beskrevs av Pallas, 1767.  Sprutfisk ingår i släktet Toxotes och familjen Toxotidae. IUCN kategoriserar arten globalt som livskraftig. Inga underarter finns listade i Catalogue of Life.
Fisken jagar skickligt sitt byte, främst insekter, genom att spruta en vattenstråle på dem.